# Glad (duque)

Voivodatos (Ducados) de Glad y Salan, según curug.rastko.net y www.eliznik.org.uk. Sin embargo en algunas otras interpretaciones (por ejemplo este mapa de www.erdelyert.hu) muestra que el duque Salan gobernó un área mucho más grande.

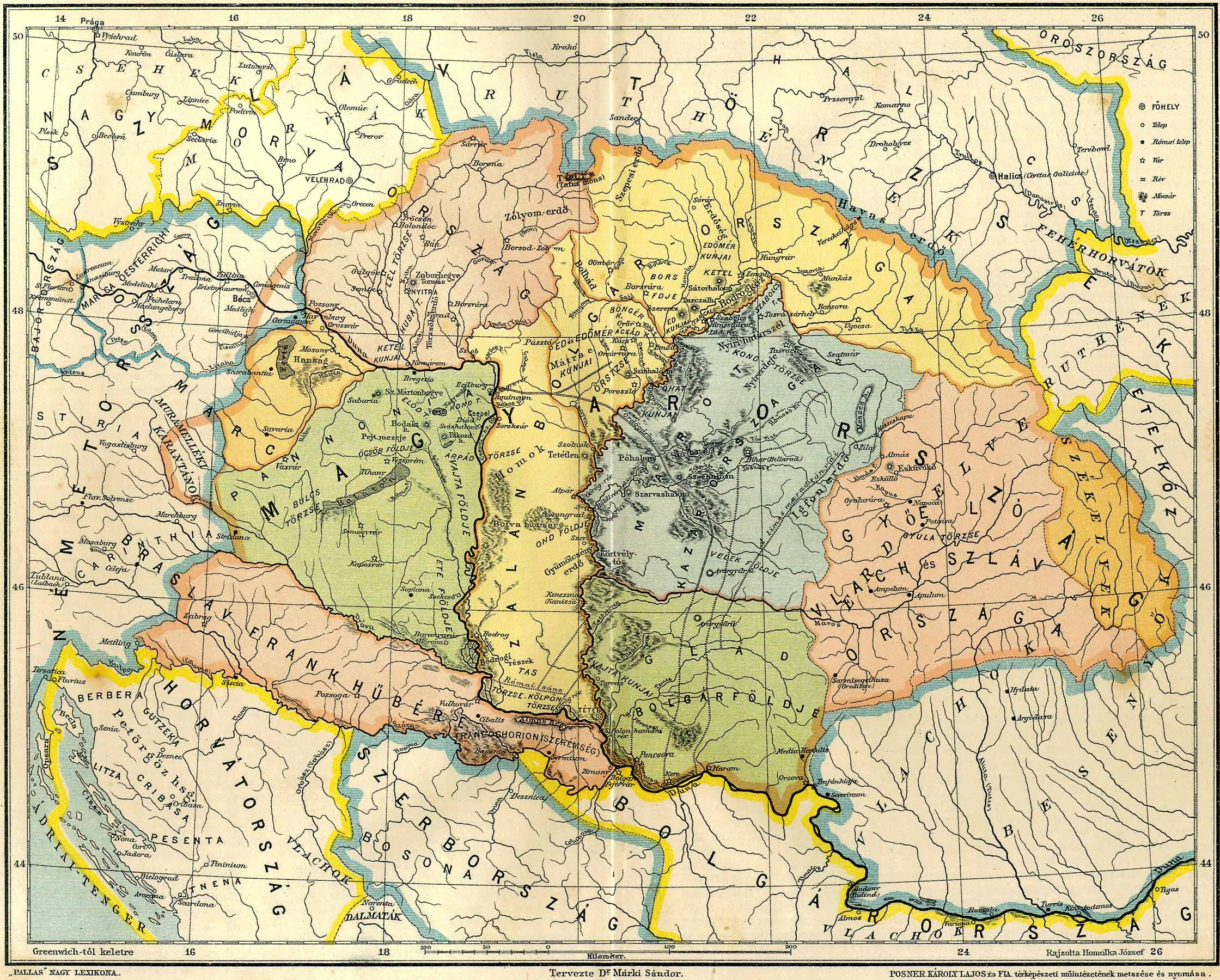

Glad (en búlgaro: Глад, húngaro: Glad o Galád, rumano: Glad, serbio: Глад) fue el señor del territorio del actual Banato (hoy en Rumanía y Serbia) en el momento de la conquista húngara de la cuenca de los Cárpatos, alrededor de 896, según el Gesta Hungarorum (Los Hechos de los húngaros) del siglo XIII. Su historia fue registrada exclusivamente por el Gesta Hungarorum, otras fuentes primarias no hacen mención de él.
La gesta presenta a Ahtum que, según la llamada Larga Vida de San Gerardo, gobernó el Banato al comienzo del siglo XI, como descendiente del linaje de Glad.